# Beycik, Kemer
Beycik là một xã thuộc huyện Kemer, tỉnh Antalya, Thổ Nhĩ Kỳ. Dân số thời điểm năm 2011 là 390 người.